# La descente d'Orphée aux enfers
La descente d'Orphèe aux enfers (Coborârea lui Orfeu în infern) (H.488), este o operă compusă de Marc-Antoine Charpentier. Autorul libretului, care are la bază "Metamorfozele" lui Ovidiu, nu este cunoscut.
Pentru mulți compozitori mitului orfeic a reprezentat un subiect interesant de operă. Pe deoparte este o poveste de dragoste înduioșătoare și o tragedie teribilă, dar mai important pentru muzicieni este rolul muzicii în această legendă, puterea ei de a supune până și pe zei. Charpentier a studiat muzica în Italia unde existau deja mai multe opere pe această temă de exemplu L'Orfeo a lui Claudio Monteverdi sau La morte d'Orfeo a lui Stefano Landi. În Franța prima de acest gen a fost opera Orfeo a lui Luigi Rossi care a fost prezentată în 1647 pe scena Palais-Royal în cadrul campaniei de influențare italiană a culturii franceze, condusă de cardinalul Mazarin. Charpentier a compus în 1683/84 o cantată de cameră pentru trei voci (Orfeu, Ixion și Tantale) și o un mic grup orchestral, numită La descente d'Orfée, care poată fi văzută ca un studiu pentru opera care urma să apară trei ani mai târziu. În această perioadă Charpentier lucra pentru Mademoiselle de Guise, o aristocrată care iubea artele. Chiar dacă La descente d'Orphèe aux enfers nu este comparabilă cu operele de amploare care se reprezentau la curtea franceză în acea vreme fiind mai mult o „operă de cameră”, ea solicita totuși un număr mare de cântăreți pentru rolurile solistice, aceștia constituind în același timp și diferitele coruri ce apar de-a lungul acțiunii. Manuscrisele lui Charpentier, întocmite cu mare grijă de compozitor, menționează și persoanele care au jucat diferitele roluri. Astfel aflăm că Charpentier a cântat rolul umbrei Ixion.
Uvertura, scrisă în stilul lui Lully, armonizează, datorită instrumentației ușoare și lungimii reduse, frumos cu mica operă pe care o precede. Ea se compune din două melodii, care se repetă odată: primul dans este un marș ușor, al doilea un dans contrapunctual puțin mai vioi. Despre gama A-major a uverturii, Charpentier spune că este joyeux et champêtre - veselă și pastorală.
Actul I,
Scena 1,
care începe cu aria Dafnei, repetată împreună cu un cor mic.
Pe scenă apare apoi corul nimfelor dansând, un scurt intermezzo instrumental urmat de
duetul Enonei cu Arethuza, urmat iar de un scurt dans.
Euridice le răspunde cu aria Compagnes fidèles , urmată la râdul ei de corul Qu'il se croira fortuné , întrerupt brusc de strigătul Euridicei.

## Discografie
Ansamblul Les Arts Florisants condus de William Christie, comentariu de H. Wiley Hitchcock , CD Erato, 0630-11913-2, 1995.
Boston Early Music, Vocal & Chamber Ensembles, condus de Paul O’Dette & Stephen Stubbs, CD CPO 2014.
Ansamblul Correspondances condus de Sèbastien Daucè, CD Harmonia Mundi 2016.
Ansamblul Desmarest condus de Ronan Khalil, CD Glossa 2018.
Ansamblul Vox Luminis a nocte temporis condus de Lionel Meunier, CD Alpha 2020